# Fides (Schiff)

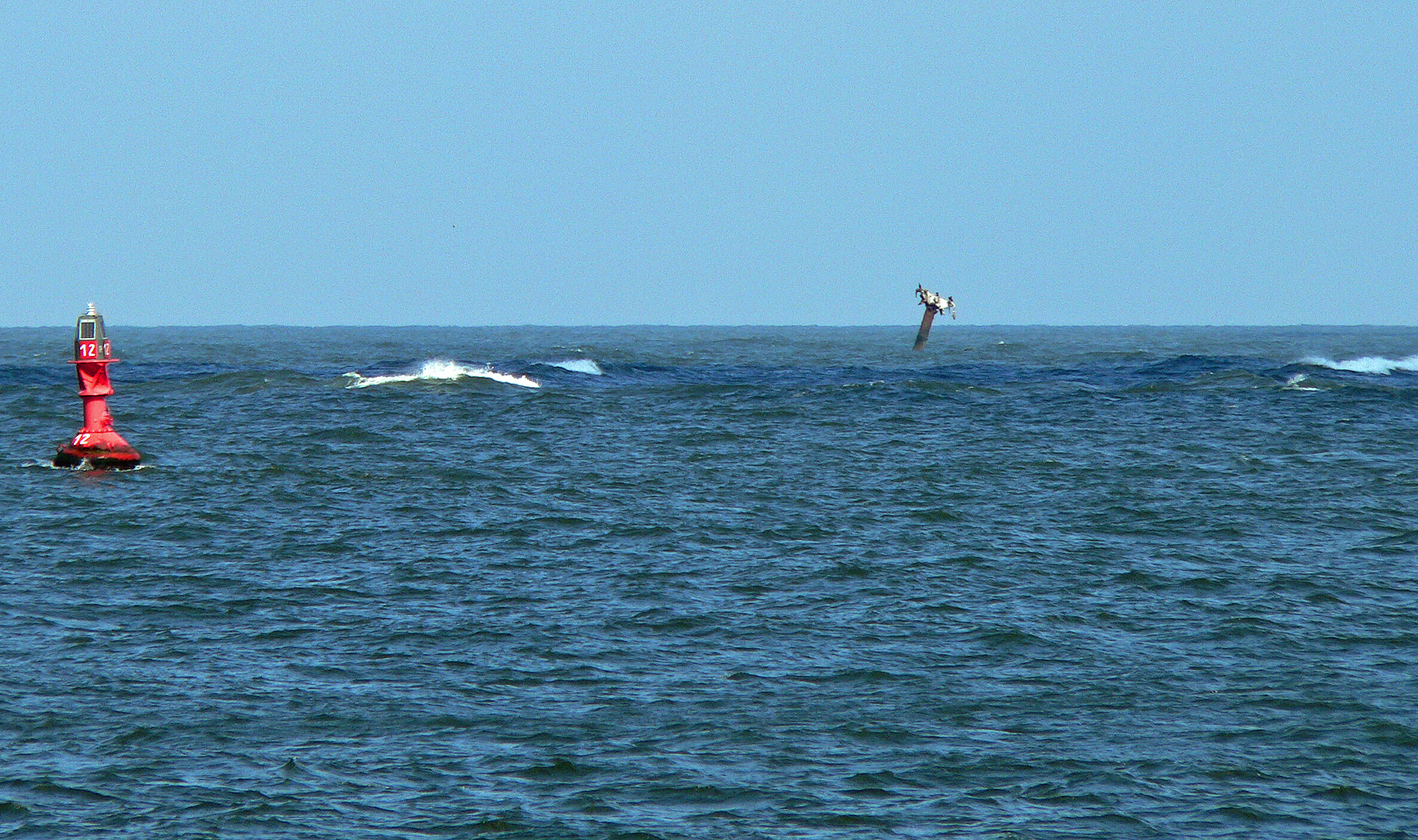
Wrack der Fides auf dem Großen Vogelsand im Sommer 2007

Die Fides war ein italienischer Liberty-Frachter, der am 20. Januar 1962 in der Elbmündung auf dem Großen Vogelsand in der Nähe des britischen Frachters Ondo strandete.
Die Fides wurde im Jahr 1944 in Los Angeles gebaut, hatte eine Länge von 148 Metern und besaß 7.182 Bruttoregistertonnen.
Die Schiffsführung des Frachters hatte sich an eine veraltete englische Seekarte gehalten, auf der keine Tonnen und Leuchttürme eingezeichnet waren.
Trotz umfangreicher Versuche von zwei Hochsee- und zwei Bergungsschleppern konnte die Fides nicht mehr aus dem Mahlsand freigeschleppt werden.
Das Schiff hatte zum Unglückszeitpunkt 9611 t Aluminiumerz an Bord.
Die Besatzung des Schiffes wurde vom Seenot-Rettungskreuzer Ruhr-Stahl gerettet.
Der damalige Wert von Schiff und Ladung wurde auf 5,5 Millionen DM geschätzt.
Die von Ausflugsschiffen nach Helgoland passierten Wracks der Fides und Ondo erregten die Aufmerksamkeit der Passagiere, was in Hamburg zur Forderung nach einer Sprengung führte. Der Mast der Fides ragte noch bis etwa 2007 aus der Elbe (Position 54° 1′ 8″ N, 8° 26′ 20″ O).